# جيرمين روجرز
جيرمين روجرز (بالإنجليزية: Jermaine Rogers)‏ هو فنان ومصمم جرافيك أمريكي، ولد في 14 أكتوبر 1972 في هيوستن في الولايات المتحدة.